# Ludomir Newelski
Ludomir Newelski (ur. 1960) – polski matematyk, profesor Uniwersytetu Wrocławskiego, specjalizujący się w algebrze i podstawach matematyki, zwłaszcza teorii modeli i teorii mnogości.

## Życiorys
Uczył się w XIV Liceum Ogólnokształcącym im. Polonii Belgijskiej we Wrocławiu, gdzie w kwietniu 1977, jako uczeń drugiej klasy, został jednym z pierwszych w tej szkole laureatów Olimpiady Matematycznej. Potem studiował i ukończył matematykę na Uniwersytecie Wrocławskim; pracując następnie w Instytucie Matematycznym PAN habilitował się w 1991. W PAN pracował do 1994, potem przeszedł do Uniwersytetu Wrocławskiego, gdzie pracuje do dziś. Tytuł profesora uzyskał w 1998.
W 1998 roku wygłosił wykład sekcyjny na Międzynarodowym Kongresie Matematyków w Berlinie.
Laureat nagrody Fundacji na rzecz Nauki Polskiej w dziedzinie nauk ścisłych w 2001 – „za prace w dziedzinie logiki matematycznej stanowiące przełom w teorii modeli oraz w algebrze”.
W latach 2007–2016 Ludomir Newelski był dyrektorem Instytutu Matematycznego Uniwersytetu Wrocławskiego.
W 2022 r. został członkiem korespondentem PAN.